# Tony Perry
Cesar Antonio Perry "Tony" Soto (Tijuana, México, 25 de fevereiro de 1986), é o guitarrista principal da banda de post-hardcore norte-americana Pierce the Veil. Em 2015, ganhou o prêmio de melhor guitarrista pela Alternative Press.
Antes de se juntar a banda atual, fez parte da banda Trigger My Nightmare, junto com Jaime Preciado.

## Prêmios
- Alternative Press Music Awards - Melhor guitarrista[7]

## Discografia

### Pierce The Veil
- A Flair for the Dramatic (2007)
- Selfish Machines (2010)
- Collide with the Sky (2012)
- Misadventures (2016)